# Reinventing the Steel
Reinventing the Steel es el noveno álbum de toda la discografía de la popular banda de thrash/groove metal Pantera, editado el 14 de marzo de 2000. Este disco llegó al cuarto puesto de las listas del Billboard y al octavo en las listas de éxitos de Canadá. Este fue el último álbum de estudio que lanzó Pantera antes de su separación de diecinueve años desde noviembre de 2003 hasta julio de 2022, y es el último álbum de la banda que presenta a los hermanos Abbott Dimebag Darrell y Vinnie Paul, antes de su muerte en 2004 y 2018, respectivamente.

## Lista de canciones
1. «Hellbound» – 2:41
2. «Goddamn Electric» – 4:58
3. «Yesterday Don't Mean Shit» – 4:19
4. «You've Got to Belong to It» – 4:13
5. «Revolution Is My Name» – 5:19
6. «Death Rattle» – 3:17
7. «We'll Grind That Axe For a Long Time» – 3:44
8. «Uplift» – 3:45
9. «It Makes Them Disappear» – 6:22
10. «I'll Cast a Shadow» – 5:22

- Todas las canciones escritas por Pantera

## Miembros
- Phil Anselmo - Voz
- Dimebag Darrell - Guitarra y productor
- Rex Brown - Bajo
- Vinnie Paul - Batería y productor
- Kerry King - Segundo solo de guitarra en "Goddamn Electric"
- Sterling Winfield - Coproductor

## Posiciones en las listas de éxitos
Álbum
| Año  | Lista               | Posición |
| ---- | ------------------- | -------- |
| 2000 | The Billboard 200   | 4        |
| 2000 | Top Internet Albums | 5        |

Sencillos
| Año  | Sencillo                | Lista                  | Posición |
| ---- | ----------------------- | ---------------------- | -------- |
| 2000 | "Revolution Is My Name" | Mainstream Rock Tracks | 28       |

- Datos: Q927402